# Níkosz Anasztasziádisz
Níkosz Anasztasziádisz (görögül: Νίκος Αναστασιάδης; Péra Pedi, Ciprusi Köztársaság, 1946. szeptember 27. –) ciprusi politikus, a Ciprusi Köztársaság hetedik elnöke.

## Élete
Az Athéni Egyetem jogi karán diplomázott, majd posztgraduális tanulmányok keretében tengerészeti jogot tanult az Egyesült Királyságban a University College Londonban. Saját ügyvédi irodája Limassolban található.

### Politikai pályafutása
Anasztasziádisz pártja, a jobbközép Demokrata Tömörülés (DISY) egyik alapító tagja és 1997-től vezette azt, pozíciójában három alkalommal is megerősítették. 1981-től tagja volt a képviselőháznak: a limassoli választókerületből szerzett mandátumot, öt alkalommal választották újra. Képviselői pályafutása során a képviselőház számos bizottságában viselt vezető tisztséget.

### Elnökké választása
Anasztasziádisz a Demokrata Tömörülés jelöltjeként, a 2013-as ciprusi elnökválasztás egyik indulója és esélyese volt. Az első fordulót ugyan magabiztosan, a szavazatok 45,3%-ának megszerzésével megnyerte, de mivel nem szerzett abszolút többséget, így második fordulót kellett tartani. Megválasztása után az ország európai partnereivel való szorosabb együttműködést, nemzeti egységkormányt és a gazdasági válság elleni határozott fellépést és a NATO Békepartnerségi programjához való csatlakozást ígérte.
A 2013. február 24-én megtartott második fordulót Anasztasziádisz a szavazatok 57,5%-ával nyerte meg. Ellenfele, Sztavrosz Malasz 42,5%-ot szerzett.

### Újraválasztása
A 2018-as elnökválasztás január 28-án megtartott első fordulójában a szavazatok 35,5%-át szerezte meg. A februári 4-i második fordulóban a szavazatok 56%-ával újabb öt évre köztársasági elnökké választották.

## Nézetei és elnöki politikája

### Álláspontja a ciprusi konfliktus kapcsán
Noha pártja is ellenezte azt, Anasztasziádisz volt a Ciprus egyesítésére megalkotott Annan-terv egyik támogatója belföldön. Emiatt pártján belüli is számos kritika érte. A 2013-as elnökválasztási kampányban kijelentette, hogy álláspontja szerint a Ciprus kérdés megoldása egy „bizonális”, a két közösséget alapul vevő, azaz föderális modell lehet, akkor is ha ezt a görög ciprióta fél nehezen fogadja el. 

### Álláspontja a ciprusi gazdasági válság kapcsán
Ciprus gazdaságát igen súlyosan érintette az évek óta tartó gazdasági világválság. Ennek egyik fő oka, hogy a szigetország gazdasága jelentősen összefonódik Görögország gazdaságával, így komolyan megszenvedte Görögország gazdasági összeomlását. Az ország helyzetét súlyosbította egy gondatlanságból bekövetkezett 2011-es robbanás egy katonai bázison, ami az ország legnagyobb erőművét is súlyosan megrongálta és így energiahiányt okozott. A kialakult helyzetben Ciprus jelentős gazdasági segítségre szorult. Dimítrisz Hrisztófiasz elnöksége idején az ország jelentős segélyt kapott Oroszországtól, ami fokozódó orosz befolyással járt és kiváltotta az Európai Unió aggodalmát. Anasztasziádisz azt ígérte, hogy megválasztása esetén gyorsan megállapodást köt egy gazdasági mentőcsomagról az Európai Unióval és a Nemzetközi Valutaalappal.

### Álláspontja Ciprus lehetséges NATO csatlakozása kapcsán
A Ciprusi Képviselőház 2011 februárjában megszavazta az ország csatlakozását a NATO csatlakozás előszobájának tekinthető Békepartnerség programhoz. Míg a döntést Hrisztófiasz elnök megvétózta arra hivatkozva, hogy az megítélése szerint rontja a ciprusi megbékélés esélyeit, Anasztasziádisz határozottan kiállt a döntés mellett, amely szerinte elősegítheti a sziget újraegyesítését.

## Magánélete
Nős, két lánya és négy unokája van.